# تارجي ماير
تارجي ماير (بالنرويجية البوكمول: Terje Meyer)‏ هو مصمم نرويجي، ولد في 13 فبراير 1942.

## وصلات خارجية
- الموقع الرسمي